# Jan Irwin
Janette „Jan“ Irwin (* 7. September 1957) ist eine australische Badmintonspielerin.

## Karriere
Jan Irwin nahm 1978 an den Commonwealth Games teil. Im Einzel und im Doppel konnte sie dabei bis in die zweite Runde vordringen, während im Mixed schon in der ersten Runde Endstation war. 1977 und 1978 siegte sie bei den Victoria International.